# 余正麒
余 正麒（よ せいき、1995年6月19日 - ）は、台湾、日本の囲碁棋士。台湾台北市北投区出身。張呂祥六段門下、台湾棋院、関西棋院所属、八段。
主な実績に、第72期NHK杯選手権者、関西棋院第一位決定戦8連覇（第61 - 68期、名誉第一位有資格）、王座戦挑戦3期（第64・70・71期）、十段戦挑戦2期（第55・60期）、本因坊戦挑戦1期（第79期）、最年少本因坊戦リーグ入り（当時）など。

## 経歴
囲碁愛好家の父に5歳になる前に囲碁を教えられ、陳永奇の元で研鑽、2005年に台湾棋院職業棋士選抜戦で院生第一位となり、台湾棋院の最年少記録の10歳3か月で入段を決める。2008年二段昇段。 2009年、日本に渡航し、張呂祥六段門下で関西棋院に所属し、段位は初段となる。
2011年二段昇段、関西棋院賞新人賞受賞。2012年三段昇段。
2013年、第61回NHK杯テレビ囲碁トーナメントに初出場、小林覚・張栩を破り、3回戦進出。また、8月29日、第69期本因坊戦最終予選決勝で潘善琪に勝ちリーグ入り。これは最低段からのリーグ入り記録（三段）であり、18歳2か月での本因坊リーグ入りは井山裕太の20歳2か月の最年少記録を更新した。規定により七段昇段。その他にも第38期新人王戦準優勝、第39期天元戦本戦ベスト4など活躍。
2014年、前期本因坊リーグを3勝4敗で陥落したが第70期で即復帰。第23期竜星戦準優勝、関西棋院第一位決定戦挑戦者決定戦進出、非公式戦の第1回ゆうちょ杯で優勝。
2015年、4月まで行われた第70期本因坊戦リーグでは4勝3敗と勝ち越すも、序列によりリーグ陥落。第22期阿含・桐山杯ベスト4、第53期十段戦本戦ベスト4、非公式戦の第6回おかげ杯で優勝。第63期王座戦では挑戦者決定戦に進出するも、井山裕太四冠に敗れる。LG杯世界棋王戦2回戦進出。この年、関西棋院賞最優秀棋士賞を初受賞。以後、2017年まで3年連続で同賞を受賞している。
2016年、第54期十段戦本戦で挑戦者決定戦に進出するもまたも井山裕太六冠に敗れる。第64期王座戦で再び挑戦者決定戦に進出し、高尾紳路九段を破り、自身初の七大タイトル挑戦手合進出。井山裕太七冠に挑んだが、0勝3敗で敗れた。第42期名人戦では、最終予選を制し自身初の名人戦リーグ入り。また、中国囲棋丙級リーグに中日友好隊として出場し、5勝2敗の成績で優勝・乙級昇級に貢献した。
2017年、第55期十段戦の挑戦者となるが井山裕太六冠に1勝3敗で敗北。第42期棋聖戦Bリーグ2組を6勝1敗で1位になりAリーグ昇格・挑戦者決定トーナメント進出。1組1位の志田達哉七段に勝利するもCリーグ1位の本木克弥八段に敗れる。第26期竜星戦準優勝。第61期関西棋院第一位決定戦で結城聡第一位に挑戦し、2勝0敗で自身初のタイトル獲得。
2018年、第65回NHK杯（2017年度）ではベスト4。第43期名人戦・第73期本因坊戦はともにリーグ入りし、第44期棋聖戦もAリーグで戦った。第43期本因坊戦リーグは4勝3敗で残留決定戦を制し残留したものの、第43期名人戦リーグでは3勝5敗で陥落。第44期棋聖戦Aリーグは5勝2敗の3位で残留。また、第25期阿含・桐山杯ではベスト4。第62期関西棋院第一位決定戦は挑戦者横田茂昭九段を2勝0敗で下し、2連覇を達成。
2019年、第74期本因坊戦リーグは4勝3敗ながらも序列により陥落。勝ち越しての陥落は二度目の経験となった。第63期関西棋院第一位決定戦では渡辺貢規三段の挑戦を2勝0敗で下し、3連覇。
2020年は第45期名人戦・第75位期本因坊戦ともリーグ戦で戦うことはできなかったが、第45期棋聖戦Aリーグで5勝2敗の2位となり初のSリーグ昇格を達成。第46期名人戦リーグへの即復帰も果たした。第64期関西棋院第一位決定戦では村川大介九段の挑戦を2勝0敗で退け4連覇を達成、橋本昌二の持つ連覇記録まであと1とした。3年ぶりに関西棋院賞最優秀棋士賞を受賞。同年は22連勝を記録するなどして8割6分の年間勝率を記録し、毎日新聞が独自に算出した棋士レーティングでは、同年終了時点での余は令和三羽烏の許家元を上回り芝野虎丸と並ぶ3位タイだった。
2021年、第59期十段戦で挑戦者決定戦まで進出したものの、1月28日に許家元八段に敗れ4年ぶりの七大棋戦挑戦手合進出はならなかった。第68回NHK杯（2020年度）では初の決勝進出を果たすも、3月21日（放送日）、一力遼に敗れて準優勝。第46期名人戦リーグは2勝6敗で陥落したが、第46期棋聖戦Sリーグでは4勝1敗で一力に次ぐ2位となり、自身2度目の挑戦者決定トーナメント進出を果たす（10月21日、Aリーグ1位の芝野虎丸王座に敗退）。第65期関西棋院第一位決定戦では9月30日、佐田篤史七段を2勝0敗で下して5連覇。橋本昌二の連覇記録に並ぶとともに、名誉第一位の資格を得た。また、第77期本因坊戦・第47期名人戦ではリーグ復帰を果たし、自身初となる三大リーグ同時在位を決めた。
2022年、七大タイトルのすべてで本戦（挑戦者決定リーグ、挑戦者決定トーナメント）に出場し、そのうち本因坊戦、碁聖戦は挑戦者決定戦まで、十段戦、王座戦ではタイトル挑戦者となった。
第60期十段戦は、挑戦者決定戦で佐田篤史七段との関西棋院対決を制し、5年ぶりの七大棋戦挑戦手合進出となったが、許家元十段との台湾出身対決に0勝3敗で敗れ、第70期王座戦も井山裕太三冠に同じく0勝3敗で敗れ、初の七大タイトル獲得はならなかった。一方、第66期関西棋院第一位決定戦では、10月17日に村川大介九段の挑戦を2勝0敗で退け、6連覇。橋本昌二の連覇記録5を更新した。
2023年、第71期王座戦で、2年連続の挑戦者となり井山裕太王座に挑むものの2-3で惜敗。第67期関西棋院第一位決定戦では無敗の7連覇で連覇記録を伸ばす。
2024年、この年からトーナメント制となった第79期本因坊戦にて、準決勝で井山王座、決勝で芝野名人を破って一力本因坊に挑戦するものの0-3で獲得ならず。七大タイトルを獲得していない棋士の七大タイトル挑戦回数6回は山城宏と並ぶ最多となる。第68期関西棋院第一位決定戦三番勝負では初めて星を落とすも2-1で8連覇。
2025年、第72回NHK杯戦では準決勝で同じく関西棋院の佐田篤史を破り二度目の決勝進出。決勝でも井山王座に中押勝ちし日本棋院公式棋戦初優勝。

## 人物等
- 台湾棋院では史上最年少の棋士となった。囲碁の勉強時間を確保するため、学校の勉強は自習で行うことを囲碁を打たない母も了承してくれたという。台湾棋院在院時のインタビューでは「台湾の囲碁の未来は余正麒のような少年に懸かっている」と評されており、国際棋戦での活躍も嘱望されている[10]。
- 台湾で暮らしていた頃は水泳が好きなスポーツであり、学校で2位の成績を収めたこともある[10]。一方、関西棋院のプロフィールでは趣味がスポーツ、特技がバスケットボールとなっている[11]。そのほかにビリヤードもたしなみ、鶴山淳志によれば、その腕前は棋士間で頭一つ抜けているという[12]。
- 余の棋風について、許家元は戦いが好きだが守りもしっかりしたバランスのいい碁[13]、鶴山淳志・林漢傑はスケールが大きく攻勢に回った時の力強さが光る「怒涛流」[12]と評している。
- レーティングでは「令和三羽烏」に並び、「第四の男」「令和四天王」などと呼ばれることもある。
- 各棋戦で幾度となく挑戦手合や決勝戦に進出しているが、2024年まで過去6度の七大タイトル挑戦はいずれも阻まれ、その他にも4度の準優勝を経験するなど、公式全国棋戦でのタイトル獲得がなかった。2025年、第72回NHK杯で優勝し、公式全国棋戦初タイトルを獲得。
- 一方、関西棋院第一位決定戦では無類の強さを発揮し、第61期から第68期まで史上最長の8連覇（第67期までの7連覇は無敗）を果たしている。
- 七大タイトルの挑戦者決定戦が関西棋院棋士同士の決戦となったケースは2023年末現在過去に3例あるが、うち2例には余が絡んでおり、いずれも勝利している（第55期十段戦の対今村俊也戦、第61期十段戦の対佐田篤史戦。残りの1例は第27期碁聖戦の苑田勇一対結城聡戦）[14]。
- 愛称は「あまるくん」[12][15]。

## タイトル戦決勝進出結果
| 結果   | 数 | 棋戦                 | 期・回 | 決着日       | 勝敗 | 相手           |
| ------ | -- | -------------------- | ------ | ------------ | ---- | -------------- |
| 準優勝 |    | 新人王戦             | 38回   | 2013         | 0–2  | 富士田明彦三段 |
| 準優勝 |    | 竜星戦               | 23期   | 2014         | 0–1  | 河野臨九段     |
| 挑戦   |    | 王座戦               | 64期   | 2016         | 0–3  | 井山裕太王座   |
| 挑戦   |    | 十段戦               | 55期   | 2017         | 1–3  | 井山裕太十段   |
| 準優勝 |    | 竜星戦               | 26期   | 2017         | 0–1  | 芝野虎丸三段   |
| 優勝   | 1  | 関西棋院第一位決定戦 | 61期   | 2017         | 2–0  | 結城聡九段     |
| 優勝   | 2  | 関西棋院第一位決定戦 | 62期   | 2018         | 2–0  | 横田茂昭九段   |
| 優勝   | 3  | 関西棋院第一位決定戦 | 63期   | 2019         | 2–0  | 渡辺貢規三段   |
| 優勝   | 4  | 関西棋院第一位決定戦 | 64期   | 2020         | 2–0  | 村川大介九段   |
| 準優勝 |    | NHK杯                | 68回   | 2021         | 0–1  | 一力遼天元     |
| 優勝   | 5  | 関西棋院第一位決定戦 | 65期   | 2021         | 2–0  | 佐田篤史七段   |
| 挑戦   |    | 十段戦               | 60期   | 2022         | 0–3  | 許家元十段     |
| 挑戦   |    | 王座戦               | 70期   | 2022         | 0–3  | 井山裕太王座   |
| 優勝   | 6  | 関西棋院第一位決定戦 | 66期   | 2022         | 2–0  | 村川大介九段   |
| 挑戦   |    | 王座戦               | 71期   | 2023         | 2–3  | 井山裕太王座   |
| 優勝   | 7  | 関西棋院第一位決定戦 | 67期   | 2023         | 2–0  | 佐田篤史七段   |
| 挑戦   |    | 本因坊戦             | 79期   | 2024         | 0–3  | 一力遼本因坊   |
| 優勝   | 8  | 関西棋院第一位決定戦 | 68期   | 2024         | 2–1  | 瀬戸大樹八段   |
| 優勝   | 9  | NHK杯                | 72回   | 2025年2月3日 | 1–0  | 井山裕太王座   |

## 記録
- 最低段からのリーグ入り（三段） - 三段から七段への飛び付け昇段は史上初
- 関西棋院第一位決定戦 8連覇 - 史上最長

## 棋歴

### 獲得タイトル
- NHK杯戦　1回（第72回）
- 関西棋院第一位決定戦 8期（第61 - 68期） - 名誉第一位の資格

### 他の棋歴
国際棋戦
- LG杯世界棋王戦 ベスト8 2015年
- 農心辛ラーメン杯世界囲碁最強戦 2017年 0-1（×申旻埈）

国内棋戦
- 棋聖戦 Sリーグ入り 3期（第46-47・49期）、挑戦者決定トーナメント進出 3期（第42期、46期、48期）
- 名人戦 リーグ入り 6期（第42-43,46-49期）
- 本因坊戦 リーグ入り 7期（第69-71,73-74期,77-78期）
- 本因坊戦 挑戦者（2024年・第79期）
- 王座戦 挑戦者（2016,2022-2023年・第64,70-71期）
- 十段戦 挑戦者（2017,2022年・第55,60期）
- 新人王 準優勝（2013年・第38期）
- 竜星戦 準優勝（2014年・第23期、2017年・第26期）
- 新竜星戦 準優勝（非公式戦、2024年・第3期）
- NHK杯 準優勝（2020年度・第68回）
- ゆうちょ杯囲碁ユース選手権（非公式戦） 優勝（2014年・第1回）
- おかげ杯（非公式戦） 優勝（2015年・第6回）

中国囲棋リーグ
- 2016年丙級（中日友好隊）5-2
- 2017年乙級（中日友好隊）5-3

### 昇段履歴

#### 台湾棋院
- 2006年1月 初段（台湾棋院最年少入段記録）
- 2008年7月18日 二段

#### 関西棋院
- 2009年3月 初段
- 2011年3月16日 二段（勝数規定）
- 2012年11月14日 三段（勝数規定）
- 2013年8月30日 七段（本因坊戦リーグ入り）
- 2018年10月18日 八段（勝数規定）

## 受賞歴

### 関西棋院賞
- 最優秀棋士賞 8回（2015-2017、2020-2024年・第43-45、48-52回）
- 利仙(敢闘)賞 1回（2018年・第46回）
- 道玄(殊勳)賞 2回（2013-2014年・第41-42回）
- 永井(将来性)賞 2回（2010、2012年・第38、40回）
- 吉田(交流)賞 8回（2015-2024年・第43-52回）
- 連勝賞 2回（2013年-19連勝、2020年-22連勝・第41、48回）
- 新人賞 1回（2011年・第39回）

## 年表
| - 年は挑戦手合が基準。予選や本戦・リーグ戦は前年もしくはそれ以前にも行われる。 - タイトル戦の欄の氏名は対戦相手。うち、色付きのマス目は獲得（奪取または防衛）。青色は挑戦者または失冠。黄色はリーグ入り。 |

|        | 棋聖                 | 十段            | 本因坊           | 碁聖            | 名人             | 王座            | 天元            | 関西棋院 第一位 | 一般棋戦 | 関西 棋院賞 | 備考 |
| ------ | -------------------- | --------------- | ---------------- | --------------- | ---------------- | --------------- | --------------- | --------------- | -------- | ----------- | ---- |
| 1-3月  | 3-4月                | 5-7月           | 6-8月            | 9-11月          | 10-12月          | 10-12月         |                 | 関西棋院 第一位 | 一般棋戦 | 関西 棋院賞 | 備考 |
| 2009年 |                      |                 |                  |                 |                  |                 |                 |                 |          |             | 初段 |
| 2010年 |                      |                 |                  |                 |                  |                 |                 |                 |          | 永          |      |
| 2011年 | 予選C 敗退           |                 |                  |                 |                  |                 |                 |                 |          | 新          | 二段 |
| 2012年 | 予選A 敗退           |                 |                  |                 |                  |                 |                 |                 |          | 永          | 三段 |
| 2013年 | 予選A 敗退           |                 |                  | 本戦 一回戦敗退 | 最終予選 敗退    |                 | 本戦 ベスト4    |                 |          | 道 連       | 七段 |
| 2014年 | 予選A 敗退           |                 | 初リーグ 6位陥落 | 本戦 ベスト16   | 最終予選 敗退    | 本戦 ベスト16   | 本戦 一回戦敗退 | 挑決 進出       |          | 道          |      |
| 2015年 | 最終予選 敗退        | 本戦 ベスト4    | リーグ 5位陥落   |                 | 最終予選 敗退    | 挑決 進出       | 本戦 一回戦敗退 |                 |          | 最 吉       |      |
| 2016年 | Cリーグ 4勝1敗昇格   | 挑決 進出       | リーグ 6位陥落   | 本戦 ベスト8    | 最終予選 敗退    | 井山裕太 xxx    | 本戦 ベスト16   |                 |          | 最 吉       |      |
| 2017年 | B2リーグ 4位         | 井山裕太 xxox   | 最終予選 敗退    | 本戦 一回戦敗退 | 初リーグ 7位陥落 | 本戦 ベスト8    |                 | 結城聡 oo       |          | 最 吉       |      |
| 2018年 | B2リーグ 1位本戦進出 | 本戦 ベスト8    | リーグ 3位       |                 | リーグ 7位陥落   | 本戦 ベスト8    |                 | 横田茂昭 oo     |          | 利 吉       | 八段 |
| 2019年 | Aリーグ 3位          | 本戦 ベスト16   | リーグ 5位陥落   | 本戦 ベスト4    | 最終予選 敗退    | 最終予選 敗退   | 本戦 ベスト4    | 渡辺貢規 oo     |          | 吉          |      |
| 2020年 | Aリーグ 3位          | 本戦 ベスト16   | 最終予選 敗退    | 本戦 ベスト8    |                  |                 | 本戦 ベスト8    | 村川大介 oo     |          | 最 吉 連    |      |
| 2021年 | Aリーグ 2位昇格      | 挑決 進出       | 最終予選 敗退    | 本戦 ベスト8    | リーグ 9位陥落   | 最終予選 敗退   | 本戦 ベスト4    | 佐田篤史 oo     |          | 最 吉       |      |
| 2022年 | 初Sリーグ 2位        | 許家元 xxx      | リーグ 2位       | 挑決 進出       | リーグ 5位       | 井山裕太 xxx    | 本戦 一回戦敗退 | 村川大介 oo     |          | 最 吉       |      |
| 2023年 | Sリーグ 5位降格      | 本戦 ベスト4    | リーグ 4位       | 本戦 一回戦敗退 | リーグ 3位       | 井山裕太 xooxx  | 本戦 一回戦敗退 | 佐田篤史 oo     |          | 最 吉       |      |
| 2024   | Aリーグ 1位          | 本戦 ベスト8    | 一力遼 xxx       | 本戦 二回戦敗退 | リーグ 2位       | 本戦 一回戦敗退 |                 | 瀬戸大樹 xoo    |          | 最 吉       |      |
| 2025   | Sリーグ 4位          | 本戦 二回戦敗退 | 本戦 二回戦敗退  | 本戦 二回戦敗退 | リーグ 5位       | 本戦            | 本戦 ベスト8    |                 | NHK      |             |      |
|        | 棋聖                 | 十段            | 本因坊           | 碁聖            | 名人             | 王座            | 天元            | 関西棋院 第一位 | 一般棋戦 | 関西 棋院賞 | 備考 |